# Johanna Loisinger
Johanna Loisinger, född 1865, död 1951, var en österrikisk skådespelare operasångare (sopran). 
Johanna Loisinger föddes som enda dotter till kapellmästaren Johann Loisinger och Maria Mayr den 18 april 1865 i Pressburg, nu Bratislava (Slovakien). Efter utbildningen till sopran var Johanna sångerska i Prag, Troppau, Linz och på hovteatern i Darmstadt. Hon var en välkänd Mozartsångerska av sin tid. 
Hon gifte sig 1889 med före detta fursten Alexander av Bulgarien, som hade abdikerat Bulgariens tron tre år tidigare. Paret antog titlarna greve och grevinna av Hartenau, och fick två barn. Efter makens död 1893 mottog hon en pension från den bulgariska staten. 